# Curt Ackermann

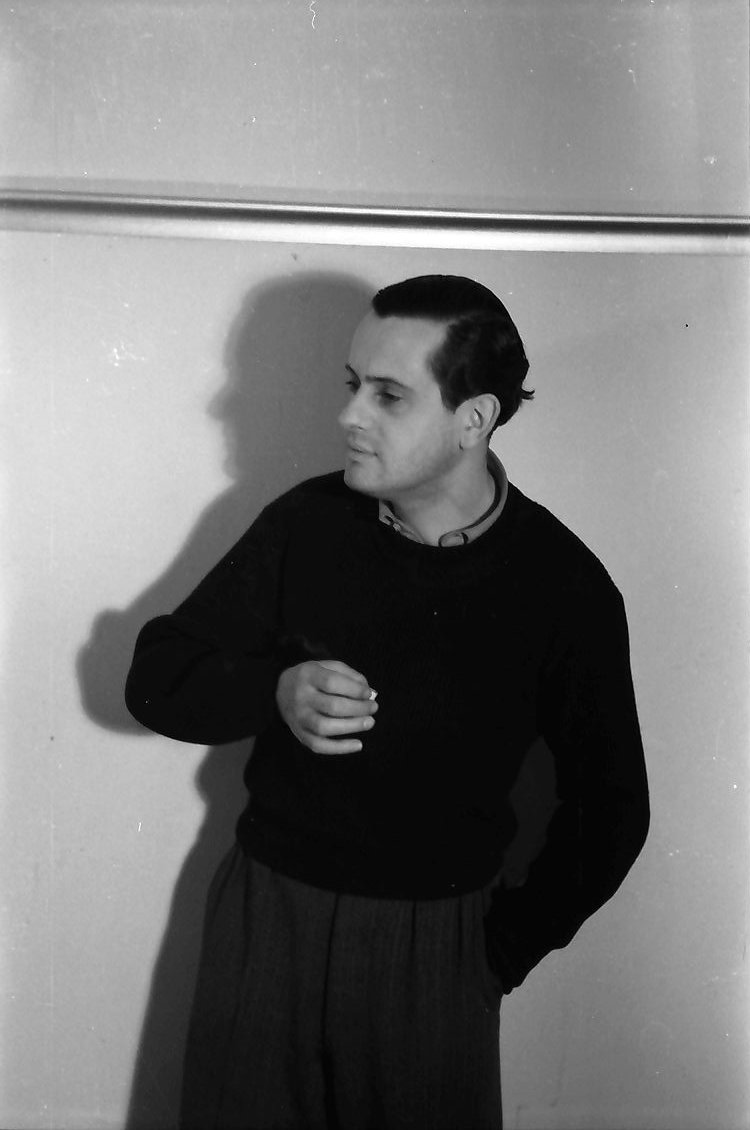
Curt Ackermann im Kabarett der Komiker, 1939

Curt Ackermann, auch Kurt Ackermann, (* 8. April 1905 in Dortmund; † 1988 in München) war ein deutscher Schauspieler, Synchronsprecher, Dialogbuchautor und Synchronregisseur.

## Leben
Curt Ackermann wuchs in seiner Geburtsstadt Dortmund auf, wo er als junger Mann in der Leichtathletik sportlich aktiv war und Bezirks- und Kreismeister wurde.
Nach seiner Schauspielausbildung am Deutschen Theater in Berlin, wurde Curt Ackermann 1928 als junger Absolvent nach Hamburg verpflichtet. Am dortigen Thalia Theater spielte er unter anderem 1930 in Paul Armonts Lustspiel Madame hat Ausgang. Anfang der dreißiger Jahre war Ackermann zudem an Bühnen in Berlin engagiert, so unter anderem am Renaissance-Theater und am Schillertheater, wo er 1933 in Walter Kollos Operette Die Männer sind mal los zu sehen war. Es folgten Gastspiele in Stuttgart, Dresden und Dortmund. Ende der dreißiger Jahre trat Ackermann auch im Berliner Kabarett der Komiker auf. 1933 gab Curt Ackermann zudem sein Filmdebüt, blieb aber in Film- und Fernsehproduktionen ein seltener Gast. So spielte er unter anderem 1936 in Der geheimnisvolle Mister X, 1937 in Signale der Nacht und 1952 in Der Kaplan von San Lorenzo. Curt Ackermann spielte häufig die Rollen junger Liebhaber und später überwiegend Rollen, die insbesondere Charme und Eleganz bedurften.
Nach dem Zweiten Weltkrieg verlagerte Ackermann seine Tätigkeit vornehmlich auf die Arbeit als Synchronsprecher. Zwischen 1946 und 1979 war er umfangreich in der Film- und Fernsehsynchronisation tätig. Seine männliche Stimme eines Gentlemans und seine Präzision bei der Arbeit waren Garanten für weit über 500 Besetzungen in Synchronrollen. So war er lange Zeit die Standard-Stimme von so bekannten Schauspielern wie Cary Grant (unter anderem Charade, Ein Hauch von Nerz oder Über den Dächern von Nizza), Burt Lancaster (unter anderem Massai – Der große Apache, Trapez oder Vera Cruz), Jeff Chandler (unter anderem Attila, Der gebrochene Pfeil oder Durchbruch auf Befehl) und Vittorio de Sica (unter anderem Die amourösen Abenteuer der Moll Flanders oder Väter und Söhne). Daneben synchronisierte er zeitweilig auch John Wayne (Die Comancheros sowie Der Seefuchs) und die frühen Filme von Robert Mitchum (unter anderem Duell im Atlantik, Bandido oder Die Nacht des Jägers). Anfang der achtziger Jahre widmete ihm das Westdeutsche Werbefernsehen in der Reihe Die deutsche Stimme ein Porträt als Synchronsprecher Cary Grants.
Darüber hinaus war Curt Ackermann als Synchronautor und Synchronregisseur tätig und schrieb unter anderem die deutschen Dialogfassungen von Frühstück bei Tiffany und Ein Hauch von Nerz.
In späteren Jahren war Ackermann, aufgrund seines charaktervollen Äußeren, als Schauspieler weniger gefragt, hatte jedoch unter anderem noch einen Exklusivwerbevertrag mit einer deutschen Weinbrandfirma. Ende der siebziger Jahre endeten auch Curt Ackermanns Engagements als Synchronsprecher. Zu seinen letzten Rollen gehörte die des Gandalf (im Original William Squire) in Ralph Bakshis Der-Herr-der-Ringe-Verfilmung von 1978. 
Curt Ackermann starb 1988 in München, wo er auf dem Ostfriedhof beerdigt wurde.

## Filmografie
- 1934: Zimmermädchen… Dreimal klingeln
- 1935: Regine
- 1936: Die unheimliche Helene
- 1936: Der geheimnisvolle Mister X
- 1936: Drei tolle Tage
- 1937: Signal in der Nacht
- 1938: Yvette
- 1939: Drunter und drüber
- 1942/44: Philharmoniker
- 1943: Damals
- 1943: Großstadtmelodie
- 1943: Ein Mann mit Grundsätzen?
- 1944: Der verzauberte Tag
- 1946: Sag’ die Wahrheit
- 1951: Die Tat des Anderen
- 1953: Der Kaplan von San Lorenzo
- 1967: Hugenberg – Gegen die Republik (TV)
- 1970: Der Tod des Deputierten Jean Jaurès (TV)
- 1975: Motiv Liebe – Folge 19 Elenas Lied

### Synchronsprecher (Auswahl)
- 1953: Tommy Noonan in Blondinen bevorzugt als Gus Esmond Jr.
- 1954: Fred MacMurray in Die Caine war ihr Schicksal als OLt. zur See Thomas Keefer
- 1955: Cary Grant in Über den Dächern von Nizza als John Robie, die Katze
- 1955: Robert Mitchum in Die Nacht des Jägers als Harry Powell
- 1955: Raymond Massey in Jenseits von Eden als Adam Trask
- 1955: Stephen McNally in Duell mit dem Teufel als Alec Black
- 1957: Jeff Chandler in Des Teufels Lohn als Sheriff Ben Sadler
- 1957: Vittorio De Sica in Das fröhliche Hotel als Herr Rossi
- 1960: Leo Genn in Zu heiß zum Anfassen als Johnny Solo
- 1961: Fausto Tozzi in Im Stahlnetz des Dr. Mabuse als Warden Wolf
- 1963: Sid Caesar in Eine total, total verrückte Welt als Melville Crump
- 1963: Winnetou 1. Teil als Erzähler
- 1964: Winnetou 2. Teil als Erzähler
- 1965: Carl Lange in Winnetou 3. Teil als Gouverneur
- 1966: Carlo Tamberlani in Kommissar X – In den Klauen des goldenen Drachen als Jonathan Taylor
- 1967: Tilo von Berlepsch in Tätowierung als Stimme von Lohmanns Bruder
- 1969: Barry Sullivan in Blutige Spur als Ray Calvert

## Hörspiele (Auswahl)
- 1948: Herman Melville: Der Blitzableitermann (Sprecher) – Bearbeitung und Regie: Nicht bekannt (Hörspielbearbeitung, Kurzhörspiel – RIAS Berlin)